# Ossi (tysk)
En Ossi är en tysk från det som förut var Östtyskland. Ossi och Wessi är vanliga, ibland nedsättande, benämningar för östtyskar och västtyskar, vilka började användas efter delningen av Tyskland 1949.
Att det skulle råda stora kulturella skillnader mellan tyskar på var sin sida om den forna gränsen mellan Öst- och Västtyskland har blivit till en efterhängsen och falsk kliché.

## Kända "ossis"
- Michael Ballack
- Andreas Klöden
- Henry Maske
- Angela Merkel
- Jan Ullrich
- Katarina Witt
- Erik Zabel
- Rammstein
- Tokio Hotel
- Paul Kalkbrenner